# 湯川南インターチェンジ
湯川南インターチェンジ（ゆがわみなみインターチェンジ）は、福島県河沼郡湯川村にある会津縦貫北道路のインターチェンジである。
計画段階での仮称は、「会津坂下河東インターチェンジ」（あいづばんげかわひがしインターチェンジ）であった。

## 道路
- 会津縦貫北道路

## 接続する路線

### 直接接続
- 福島県道33号会津坂下河東線

### 間接接続
- 国道121号

## 沿革
- 2013年（平成25年）9月8日 : 湯川北IC - 湯川南IC間 開通[1][2]。
- 2015年（平成27年）9月6日 : 湯川南IC - 会津若松北IC間 開通[3][4]。

## 周辺
- 堂島駅（JR磐越西線）
- 福島県立医科大学会津医療センター
- 道の駅あいづ 湯川・会津坂下

## 隣
会津縦貫北道路
湯川北IC - 湯川南IC - 会津若松北IC